# Chiltiupán
Chiltiupán é um município do departamento de La Libertad, em El Salvador. Sua população estimada em 2013 era de 11 796 habitantes.

## Transporte
O município de Chiltiupán é servido pela seguinte rodovia:
- LIB-18  que liga a cidade ao município de Jayaque
- CA-02, que liga o distrito de Jujutla (Departamento de Ahuachapán)(e a Fronteira El Salvador-Guatemala, na cidade de Moyuta) à cidade de La Unión (Departamento de La Unión)
- LIB-22  que liga a cidade de Jicalapa ao município de San Salvador [2]

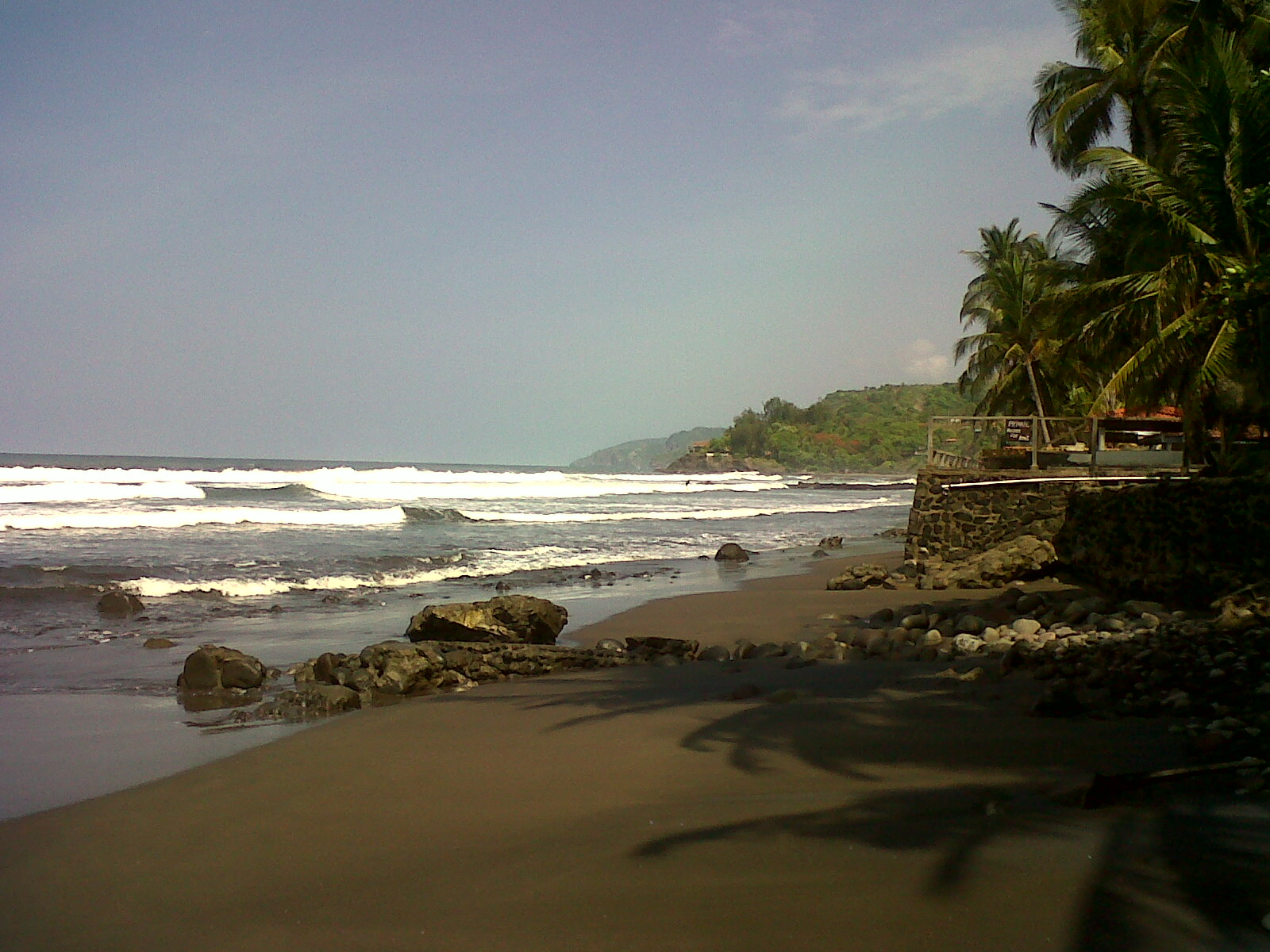
Praia El Sonte